# Bulbophyllum anguliferum
Bulbophyllum anguliferum là một loài phong lan thuộc chi Bulbophyllum.